# Сикоев, Тамерлан Сергеевич
Сикоев Тамерлан Сергеевич (31 августа 1976, Орджоникидзе, Северо-Осетинская АССР) — российский футболист, нападающий.

## Карьера
Воспитанник осетинского футбола — СДЮШОР «Спартак» (Владикавказ). В высшем дивизионе выступал за владикавказскую «Аланию» в 1994, 1995—1998, и 2000—2003гг, в составе которой был чемпионом в 1995 и вице-чемпионом в 1996 годах. В золотом сезоне 1995 сыграл 3 игры. Сыграл одну игру в Кубке УЕФА 1997/98 — 30 сентября 1997 года против МТК (Будапешт), вышел на замену на 55 минуте. В высшем дивизионе чемпионата России сыграл 68 игр, забил 3 гола.
В первом дивизионе выступал за футбольные клубы — «Автодор» (Владикавказ) июль-декабрь 1994, «Спартак» (Нальчик) в 1998—1999гг..
Во втором дивизионе — «Волгарь-Газпром» (Астрахань) в 2004 году (выход в первый дивизион), «Машук-КМВ» (Пятигорск) в 2005 и «Автодор» в 2007 году.

## Достижения
- Чемпион России 1995
- Вице-чемпион России 1996